# Fischer (bière)

Le Fischermannele, emblème de Fischer.

Fischer est une marque de bière d'origine alsacienne appartenant aujourd'hui au groupe Heineken. 
Les bières Fischer étaient à l'origine produites par la brasserie Fischer, fondée en 1821 à Strasbourg et installée depuis 1854 à Schiltigheim dans le Bas-Rhin. La brasserie Fischer est rachetée par le groupe Heineken en 1996 et fermée fin 2009. Les bières Fischer sont ensuite produites par la brasserie de l'Espérance, également installée à Schiltigheim, jusqu'en 2025 où cette dernière ferme à son tour. 
Pour maintenir sur place la production de la bière Fischer, la création d’une micro-brasserie (toujours à Schiltigheim) est un temps évoquée, mais Heineken opte finalement pour un contrat de sous-traitance avec la brasserie Meteor située à Hochfelden, d'une durée initiale de trois ans avant pérennisation éventuelle. 

## Les bières

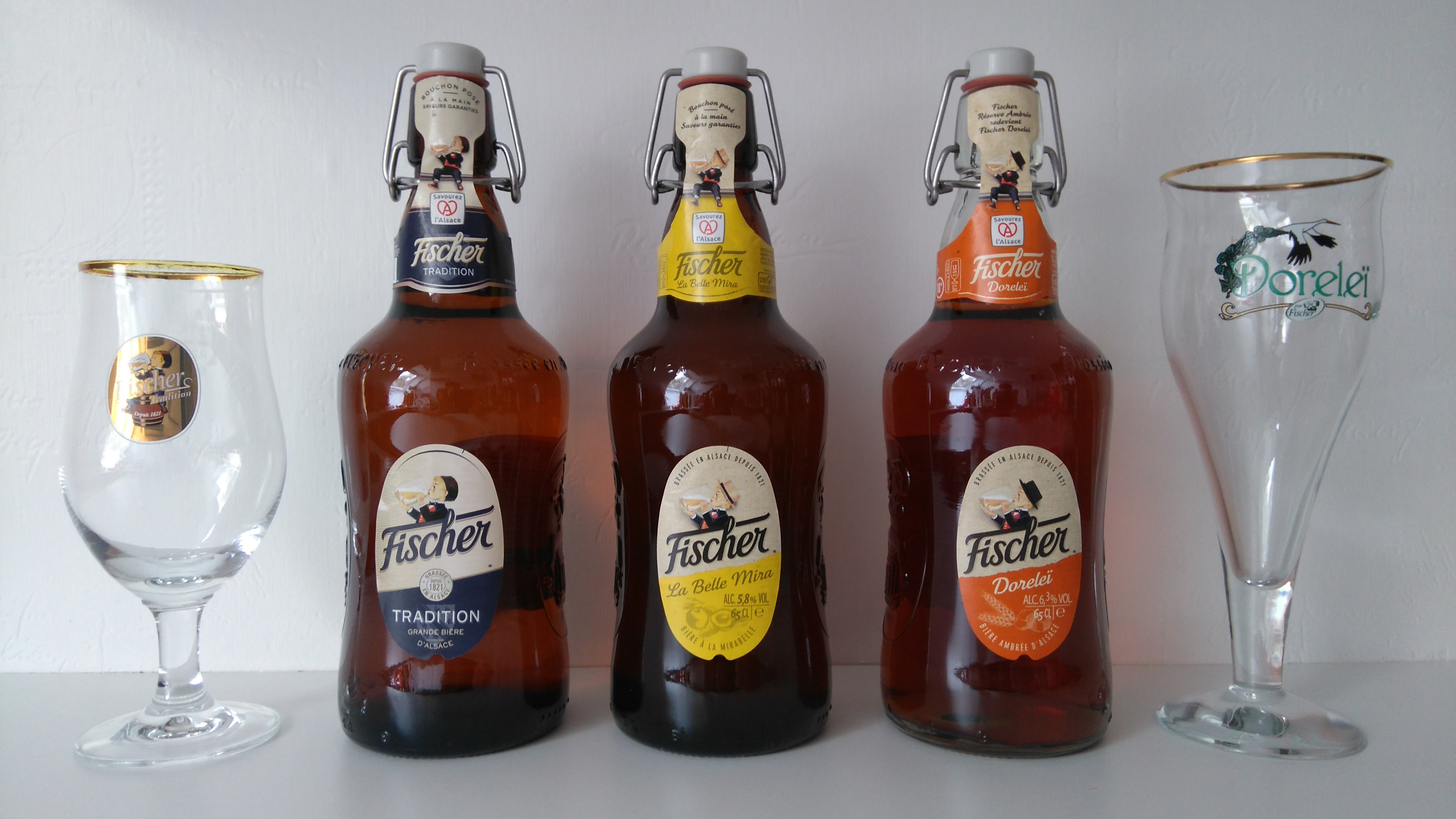
Bouteilles et verres de Fischer Tradition, la Belle Mira' et Doreleï.

La gamme Fischer comporte plusieurs bières : Fischer Tradition, Fischer Doreleï ainsi que la Fisher (pression) et la Fischer Blanche (mini fûts) auxquelles s'ajoutent les bières de saison Fischer de Printemps et Fischer de Noël, la Fischer Radler, la Belle Mira et Trois houblons. Une particularité est que le bouchon est posé à la main[réf. souhaitée]. 
La production dépasse les 100 000 hectolitres par an. Le tiers de la production (environ 30 000 hectolitres) est consommé en Alsace.
La bière blonde, anciennement Fischer Gold et renommée Fischer Tradition en 1982, a reçu la médaille de bronze au concours général agricole 2016. Deux variantes, Blanche et Radler, ont été lancées en 2014. La gamme Fischer d'Heineken a enregistré une hausse des volumes de 11 % au cours de l'année 2014.

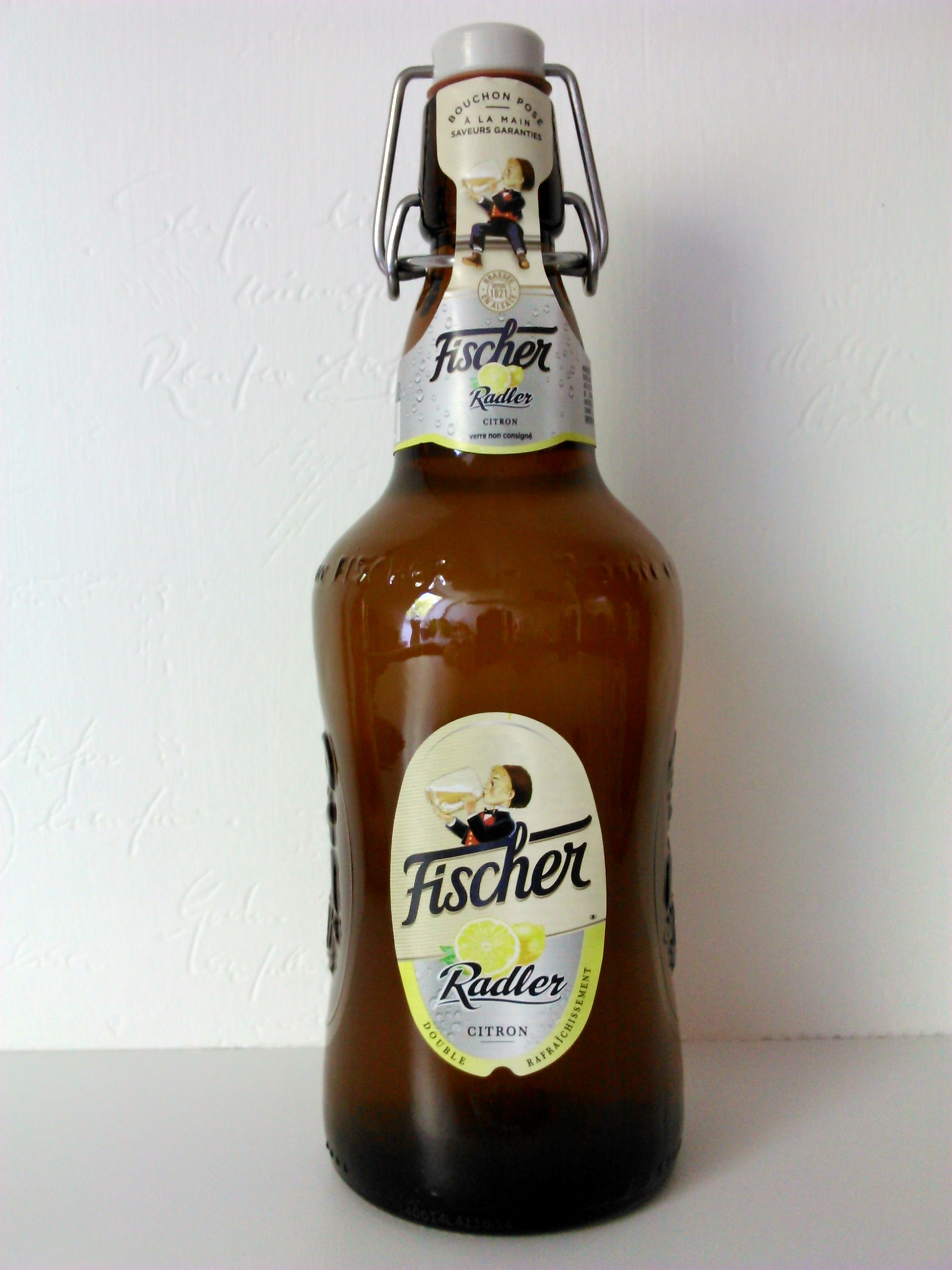
Bouteille de Fischer Radler.

## Slogans
- « Sous le bouchon, l'Alsace » ;
- « Bouchonnée et fière de l'être » ;
- « Fischer, brasseur d'idées alsaciennes depuis 1821 ».